# Limmared
Limmared ist eine Ortschaft (tätort) in der schwedischen Provinz Västra Götalands län und in der historischen Provinz Västergötland. Der Ort liegt in der Gemeinde Tranemo etwa 35 km südöstlich der Stadt Borås und 5 km nördlich des Gemeindezentrums Tranemo.
Der Ort ist Zwischenhalt der Kust till kust-banan von Göteborg über Borås nach Kalmar/Karlskrona und war früher Eisenbahnknoten, als die Bahnstrecke Falköping–Landeryd dort kreuzte und die schmalspurige Bahnstrecke Falkenberg–Limmared endete.

## Geschichte
Die Glashütte Limmared (Limmareds glasbruk) wurde im Jahre 1740 gegründet. Heute werden Glasverpackungen, besonders Behälterglas für Pharmaprodukte, Kinderlebensmittel und der Wodkamarke Absolut Vodka produziert. Die Glasfabrik war bis 1999 ein Teil des Schwedischen PLM-Konzerns (AB Plåtmanufaktur), gehörte danach 1999–2007 zu Rexam und gehört heute zu Ardagh Packaging Group.